# Belisario Randone
Belisario L. Randone (* 9. November 1906 in Rom; † 21. August 1998 in Trevignano Romano) war ein italienischer Filmschaffender und Autor.

## Leben
Randone arbeitete wie seine sechs Schwestern zunächst im Beruf seines Vaters als Keramikkünstler, wobei er den Spitznamen „Der Wolf der Mauern“ erhielt. Ab 1928 leitete er das ebenfalls von seinem Vater gegründete Magazin Cronache d'Arte Educatrice. In den 1930er Jahren wandte er sich jedoch einem völlig anderen Interessen- und Arbeitsgebiet zu: dem Kino, für das er durch seine Bekanntschaft mit Alessandro Blasetti erstmals 1934 als Produktionsleiter für Francesco Pasinettis Il canale degli angeli in Erscheinung trat. Randone war aber auch als Ideenlieferant und Drehbuchautor, als Gesamtleiter und Produzent tätig. 1942 und 1943 begab er sich jeweils auf den Regiestuhl; zunächst unter dem Pseudonym R. De Ribon für L'uomo venuto dal mare, dann für die italienische Fassung des französisch koproduzierten Service de nuit von  Jean Faurez, Turno di notte – die Geschichte einer Telefonvermittlerin, die schwierige Fälle allein mit Mitteln ihres Berufes löst.
In erster Linie wirkte Randone jedoch als Bühnenautor (Veronica e gli ospiti) und Theaterregisseur sowie als vielbeschäftigter Autor für das Fernsehen und das Radio (die Serie Una commedia in 30 minuti). Für den Bildschirm schrieb er 1958 die Vorlage zu L'altra madre, das Mario Ferrero inszenierte. Zahlreiche andere Erfolge stammen aus Randones Feder, z. B. Prcesso a Maria Antonietta, L'avvocato Carraturro, Markehim, La provvidenza e la chitarra, Il novelliere oder Philo Vance.
Sein Nachlass wird in der Biblioteca Teatrale SIAS del Burcardo aufbewahrt.

## Filmografie (Auswahl)
Kinoregie
- 1942: L'uomo venuto dal mare
- 1943: Turno di notte

Drehbuch
- 1967: Unter römischem Himmel (La Roma di Moravia) (Fernsehfilm)
- 1970: Coralba (Fernseh-Mehrteiler)